# Cabreriella
Cabreriella é um género botânico pertencente à família Asteraceae.